# Halterofilismo nos Jogos Olímpicos de Verão da Juventude de 2014 - Até 56 kg masculino
As provas de halterofilismo na categoria até 56 kg para rapazes nos Jogos Olímpicos de Verão da Juventude de 2014 decorreram a 17 de agosto de 2014 no Centro Internacional de Exposições de Nanquim, na China. O chinês Meng Cheng venceu, seguido pelo medalhista de prata Nguyễn Trần Anh Tuấn, do Vietname, enquanto o uzbeque Adkhamjon Ergashev  conquistou o bronze.

## Medalhistas
| Ouro   | CHN Meng Cheng           |
| Prata  | VIE Nguyễn Trần Anh Tuấn |
| Bronze | UZB Adkhamjon Ergashev   |

## Resultados
| Pos.              | Nome                        | Peso corporal | Arranque (kg) | Arranque (kg) | Arranque (kg) | Arranque (kg) | Arremesso (kg) | Arremesso (kg) | Arremesso (kg) | Arremesso (kg) | Total (kg) |
| Pos.              | Nome                        | Peso corporal | 1             | 2             | 3             | Res.          | 1              | 2              | 3              | Res.           | Total (kg) |
| ----------------- | --------------------------- | ------------- | ------------- | ------------- | ------------- | ------------- | -------------- | -------------- | -------------- | -------------- | ---------- |
| Medalha de ouro   | CHN Meng Cheng              | 55,81         | 120           | 128           | 128           | 128           | 140            | 155            | 160            | 155            | 283        |
| Medalha de prata  | VIE Nguyễn Trần Anh Tuấn    | 55,54         | 108           | 108           | 111           | 108           | 135            | 141            | 141            | 135            | 243        |
| Medalha de bronze | UZB Adkhamjon Ergashev      | 55,92         | 105           | 110           | 110           | 110           | 128            | 133            | 136            | 133            | 243        |
| 4                 | ROU Robert Ştefan Manea     | 55,73         | 103           | 107           | 107           | 107           | 131            | 136            | 136            | 131            | 238        |
| 5                 | TUN Faouzi Kraydi           | 55,33         | 104           | 108           | 110           | 108           | 127            | 131            | 131            | 127            | 235        |
| 6                 | TPE Lai Yung-en             | 55,77         | 98            | 102           | 102           | 98            | 118            | 125            | 127            | 127            | 225        |
| 7                 | ECU Victor Garrido Buenaire | 55,78         | 97            | 97            | 102           | 102           | 117            | 121            | 123            | 123            | 225        |
| 8                 | IRQ Karrar Al-Badri         | 55,24         | 88            | 93            | 97            | 93            | 117            | 121            | 125            | 121            | 214        |
| 9                 | NCA Orlando Vasquez Morales | 55,22         | 82            | 82            | 87            | 87            | 102            | 102            | 110            | 102            | 189        |
| 10                | KIR Ruben Katoatau          | 55,78         | 60            | 68            | 73            | 73            | 95             | 100            | 103            | 103            | 176        |
| 11                | NRU Rayvon Dekarube         | 55,23         | 55            | 60            | 65            | 65            | 75             | 80             | 85             | 85             | 150        |
| 12                | IND Lalchhanhima            | 55,93         | 103           | 103           | 103           | ---           | ---            | ---            | ---            | ---            | ---        |